# Surbiton Trophy 2003
Il Surbiton Trophy 2003 è stato un torneo di tennis facente parte della categoria ATP Challenger Series nell'ambito dell'ATP Challenger Series 2003. Il torneo si è giocato a Surbiton in Gran Bretagna dal 2 all'8 giugno 2003 su campi in erba.

## Vincitori

### Singolare
Wesley Moodie ha battuto in finale  Alex Bogdanović con il punteggio di 6–4, 6(2)–7, 6–1

### Doppio
Joshua Eagle /  Andrew Kratzmann hanno battuto in finale  Jean-François Bachelot /  Grégory Carraz con il punteggio di 6–3, 6–2